# Anoncus zonifer
Anoncus zonifer là một loài tò vò trong họ Ichneumonidae.